# Sibirkhanatet

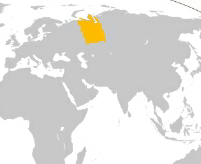
Sibirkhanatet läge i Asien.

Detaljerad karta över Sibirkhanatets ungefärliga utbredning.

Sibirkhanatet var 1468–1598 ett tatariskt khanat i västra Sibirien, beläget där floden Ob och dess biflod Irtysj rinner samman.
Stora delar av sibirkhanatet erövrades av den ryske kosackledaren Jermak Timofejevitj i slutet av 1500-talet, i samband med Rysslands erövring av Sibirien.